# Hocheck-Schutzhaus
Das Hocheck-Schutzhaus ist eine Schutzhütte des Österreichischen Touristenklubs, in Niederösterreich nahe der Gemeindegrenze zwischen Furth an der Triesting und Altenmarkt an der Triesting. Es steht knapp unterhalb des Gipfels des Hochecks auf einer Höhe von 1030 m ü. A. Unmittelbar hinter dem Schutzhaus befindet sich die Meyringer-Warte.

## Geschichte
Das erste Schutzhaus ließ der Gutsbesitzer von Klein-Mariazell Jacob Rappaport erbauen, die Eröffnung fand am 10. Juli 1881 statt. 1903 erfolgte ein Neubau unter dem Namen Kaspar-Geitner-Hütte durch den Pottensteiner Stadtbaumeister Wenzel Wegwart, doch schon 1907 musste um fast 20.000 Kronen ein größeres Gebäude unter dem Namen Kaspar-Geitner-Haus errichtet werden, das 1911 erneut durch Zubau erweitert werden musste. Die Kosten für die Erweiterung beliefen sich auf 13.000 Kronen. Während des Zweiten Weltkrieges dürfte das Gebäude zerstört worden sein und wurde 1947 neu errichtet.
Einige Monate nach der Sperre der Mautstraße wurde das Schutzhaus Ende 2016 geschlossen. Nach fast eineinhalb Jahren Unterbrechung konnte es am 28. April 2018 wieder geöffnet werden. Seit 2022 ist es wegen 
eines Rechtsstreites zwischen dem Pächter und dem ÖTK geschlossen.

## Zustiege
In der schneefreien Zeit ist das Hocheck von Furth über eine asphaltierte Mautstraße zu erreichen.
Anstiege vom Tal aus:
- von Furth über den Krennweg, Gehzeit 2 bis 2½ Stunden
- von Kaumberg über den Höfnergraben, Gehzeit etwa 3 Stunden
- von Thenneberg über den Wildenauerbrunnen, Gehzeit etwa 2 Stunden
- von Altenmarkt über Wieshofersteig und Wildenauerbrunnen, Gehzeit etwa 2½ Stunden
- von Taßhof über den Kienberg, Gehzeit etwa 2 Stunden
- von Weißenbach über Eberbach, Gehzeit etwa 3 Stunden

## Übergänge
- zum Burgstüberl auf der Araburg, Gehzeit etwa 4 Stunden
- zur Enzianhütte auf dem Kieneck, langer Kammweg mit zahlreichen Kuppen, Gehzeit 5 bis 6 Stunden